# مونترو (آلبوم)
مونترو (انگلیسی: Montero) اولین آلبوم استودیویی رپر و خوانندهٔ آمریکایی لیل ناز اکس است. این آلبوم در ۱۷ سپتامبر ۲۰۲۱ توسط کلمبیا رکوردز منتشر شد. این آلبوم در سال ۲۰۱۹ اعلام شد و در مارس ۲۰۲۱ از عنوان آن رونمایی شد. سپس «مونترو (مرا با نامت صدا کن)» به‌عنوان تک‌آهنگ آغازین منتشر شد و به شمارۀ یک جدول بیلبورد هات ۱۰۰ ایالات متحده رسید. این آلبوم پیش از انتشار با دو تک‌آهنگ دیگر، «خورشید غروب می‌کند» و «عزیز صنعت» معرفی شد. در مونترو خوانندگان مهمان از جمله جک هارلو، دوجا کت، التون جان، مگان دی استالین و مایلی سایرس حضور دارند.
این آلبوم در متاکریتیک، که رتبه‌بندی هم‌پایه‌شده از ۱۰۰ را به نقدهای نشریات اختصاص می‌دهد، دارای نمره میانگین وزنی ۸۵ بر پایهٔ ۱۹ نقد است که نشان دهنده «تحسین همگانی» است.